# Bugudanahalli Amanikere, Tumkur
Bugudanahalli Amanikere là một làng thuộc tehsil Tumkur, huyện Tumkur, bang Karnataka, Ấn Độ.